# Karta Praw Ofiar Wypadków Drogowych

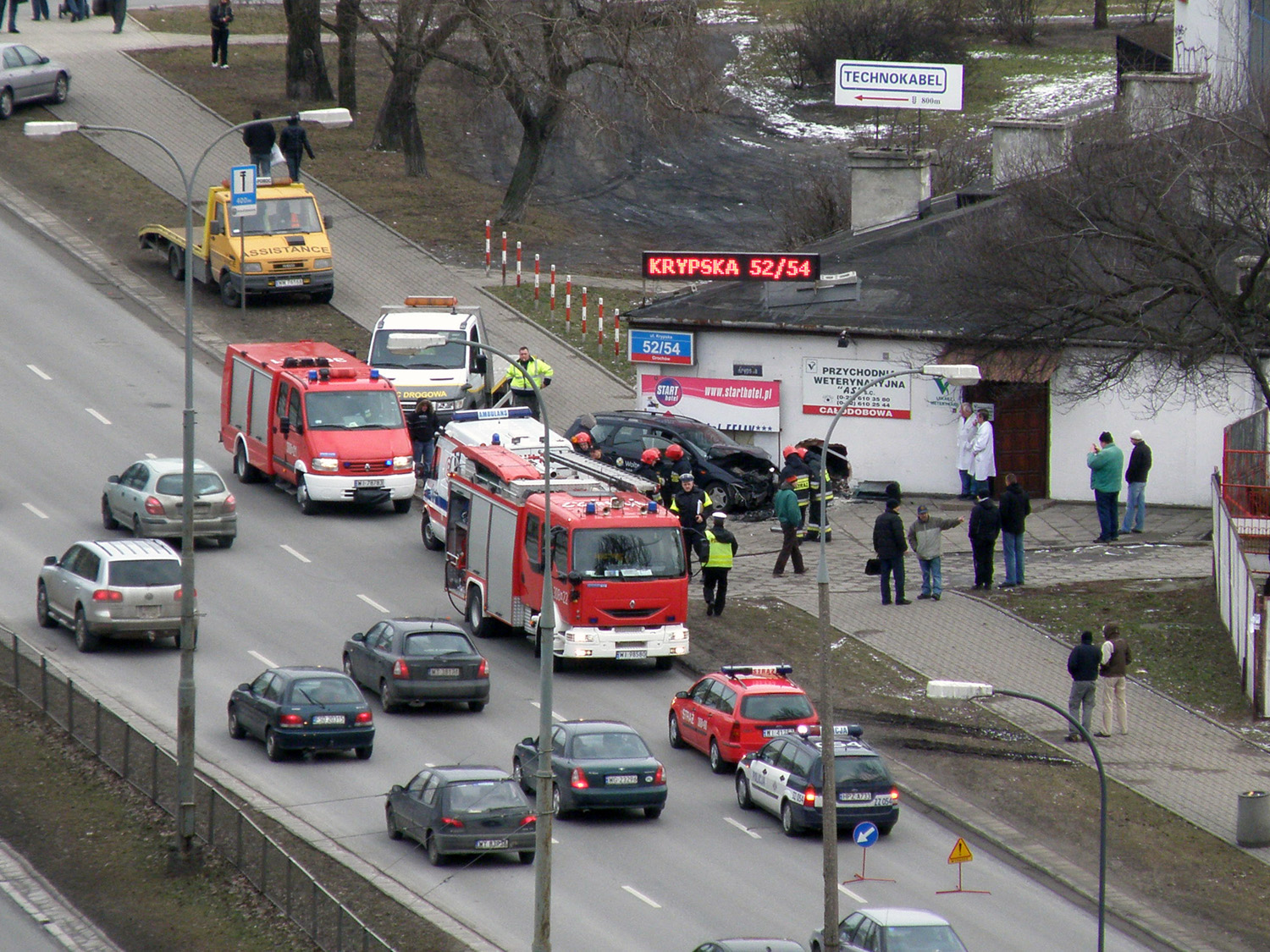
Wypadek drogowy

Karta Praw Ofiar Wypadków Drogowych – opublikowany w czerwcu 2011 r.
dokument w postaci ulotki w formacie A 4 przedstawiający zestaw informacji potrzebnych uczestnikowi wypadku drogowego. Karta powstała jako wspólna inicjatywa Ministerstwa Sprawiedliwości, MSWiA oraz Polskiej Izby Ubezpieczeń i zawiera informacje niezbędne ofiarom wypadków drogowych, m.in. obowiązki służb, które jako pierwsze przybywają na miejsce zdarzenia. W dokumencie zwięźle wymieniono również uprawnienia, jakie przysługują pokrzywdzonym w wypadkach drogowych oraz wskazano, w jaki sposób są one realizowane. 
Ulotka została opracowana w taki sposób, by ofiara wypadku wiedziała krok po kroku, co robić i czego może oczekiwać od poszczególnych służb (zespołu ratowniczego czy policji). Karta zawiera też porady, o jakie świadczenia od państwa, a jakie od ubezpieczycieli może się domagać ofiara wypadku drogowego, a także krótką informację o możliwym procesie karnym lub cywilnym, jaki może być konieczny po wypadku.
Kartę Praw Ofiar Wypadków Drogowych mają otrzymywać kierowcy samochodów ubezpieczający swe pojazdy od odpowiedzialności cywilnej razem z nowymi polisami. Karta Praw Ofiar Wypadków Drogowych jest materiałem informacyjno-edukacyjnym, do którego nikt nie rości sobie praw autorskich.